# 大西洋側帶鯡
大西洋側帶鯡為輻鰭魚綱鲱形目鲱科的其中一種，分布於西大西洋區，包括阿魯巴、委內瑞拉、古拉索島、哥倫比亞、巴西、千里達、法屬圭亞那、蘇利南、蓋亞那等海域，棲息深度可達50公尺，體長可達15公分，棲息在沿海、潟湖，成群活動。

## 擴展閱讀
維基物種上的相關：大西洋側帶鯡